# Montbovon

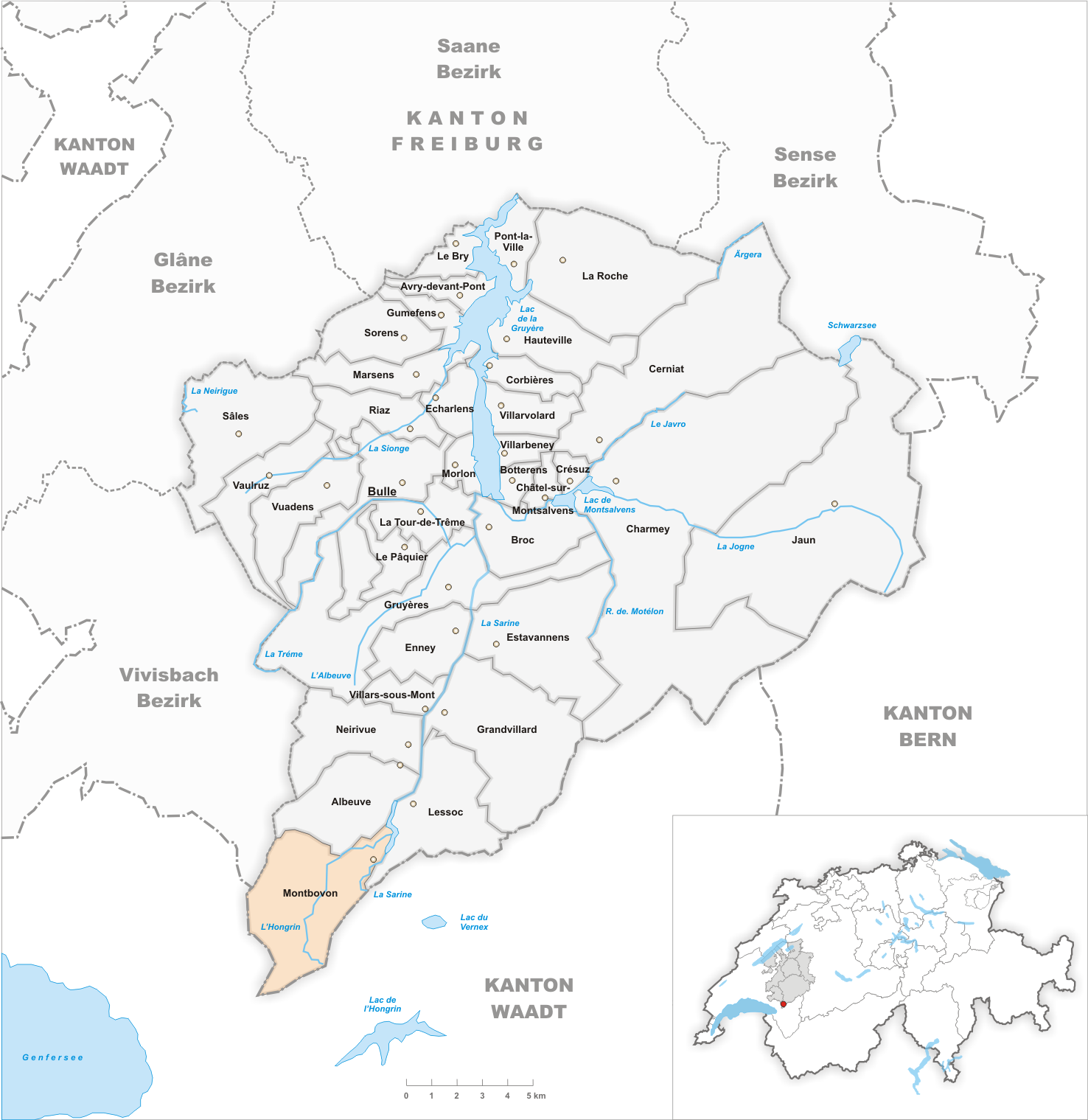
Gemeindestand vor der Fusion am 1. Januar 2002

Montbovon (Freiburger Patois Monboyonⓘ) ist eine Ortschaft im welschen Teil des Kantons Freiburg in der Schweiz. Die früher selbständige politische Gemeinde fusionierte am 1. Januar 2002 zusammen mit Albeuve, Neirivue und Lessoc zur neuen Gemeinde Haut-Intyamon im Distrikt Greyerz, deren Gemeindeverwaltung sich in Albeuve befindet. Der frühere deutsche Name Bubenberg wird heute nicht mehr verwendet.

## Geschichte

Luftbild (1964)

Montbovon, an der Südspitze des Kantons Freiburg gelegen, grenzt in der Schlucht Défilé de La Tine an das Pays d’Enhaut. Der Ortsname erscheint erstmals in Dokumenten im Jahre 1255. Der Ortsname unterlag mehrfachen Abänderungen von Montbovonis über Montisbovonis, Monbovon, Mons Bovum, Mons Bovarium und Mont Bovon. Es ist jedoch wahrscheinlich, dass es sich bei dessen Ursprung um Mont de Bovon handelt, benannt  nach dem Namen einer Greyerzer Familie des 12. Jahrhunderts. Der Name Bovo stammt vom Germanischen Bôban ab und bedeutet junger Knabe. Der deutsche Name Montbovons lautete früher deshalb auch Bubenberg oder bis 1492 Boemberg.
Die Gemeinde gehörte anfänglich zur Grafschaft Greyerz, wurde freiburgisch nach deren Aufteilung und, nach Aufhebung der Vogtei, Bestandteil des Bezirks Greyerz. Das erste Dorf entstand oberhalb der Saane-Felsen, am Standort der heutigen Sägerei. Nach einer Pest-Epidemie wurde ein Teil der Häuser abgebrannt um eine Verbreitung der Seuche zu vermeiden. Das Dorf wurde später am heutigen Standort neu aufgebaut. Die ursprüngliche Verbindung zwischen dem Gessenay (Saanenland), dem Pays d’Enhaut und den Ufern des Genfersees erfolgte über den Passübergang Montbovon – Allières – Col de Jaman – Genfersee. So zogen während mehreren Jahrhunderten Maultier- und Pferdekarawanen mit Handelsware durch Montbovon.
Die Bewohner von Montbovon waren zuerst dem Kirchenbezirk von Broc, danach bis 1621 der Pfarrgemeinde Albeuve angeschlossen. Sie bauten innerhalb fünf Jahrhunderten zwei Kirchen und drei Kapellen: 1515 die erste Kapelle Sankt Grat gewidmet, 1621 die erste Kirche, 1721 die Sankt Marie – Madeleine-Kapelle in Allières, 1897 die heutige Kirche und schliesslich 1941 das Oratorium de la Gaulaz, eine kleine Kapelle zu Ehren von Notre Dame de la Paix. Im Februar 1990 zerstörte ein Erdrutsch die Kapelle in Allières. Diese wurde 1996 neu errichtet. 2002 entstand nach der Fusion der vier Gemeinden Montbovon, Lessoc, Neirivue und Albeuve die neue Gemeinde Haut-Intyamon.

## Geographie

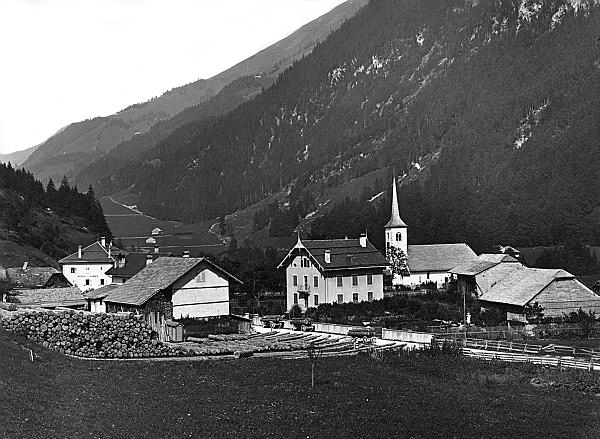
Montbovon um 1890
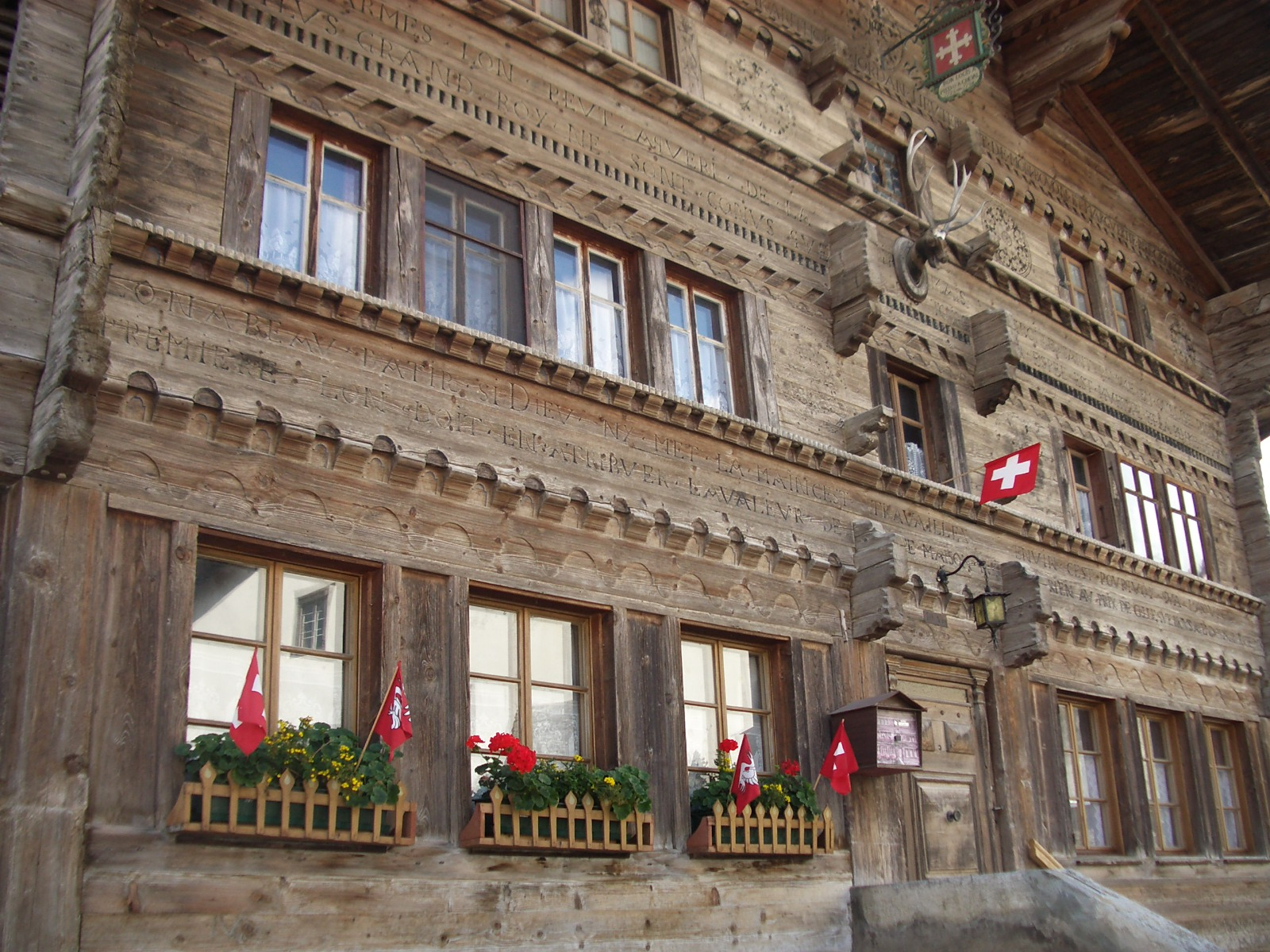
Ancienne Auberge de la Croix Blanche
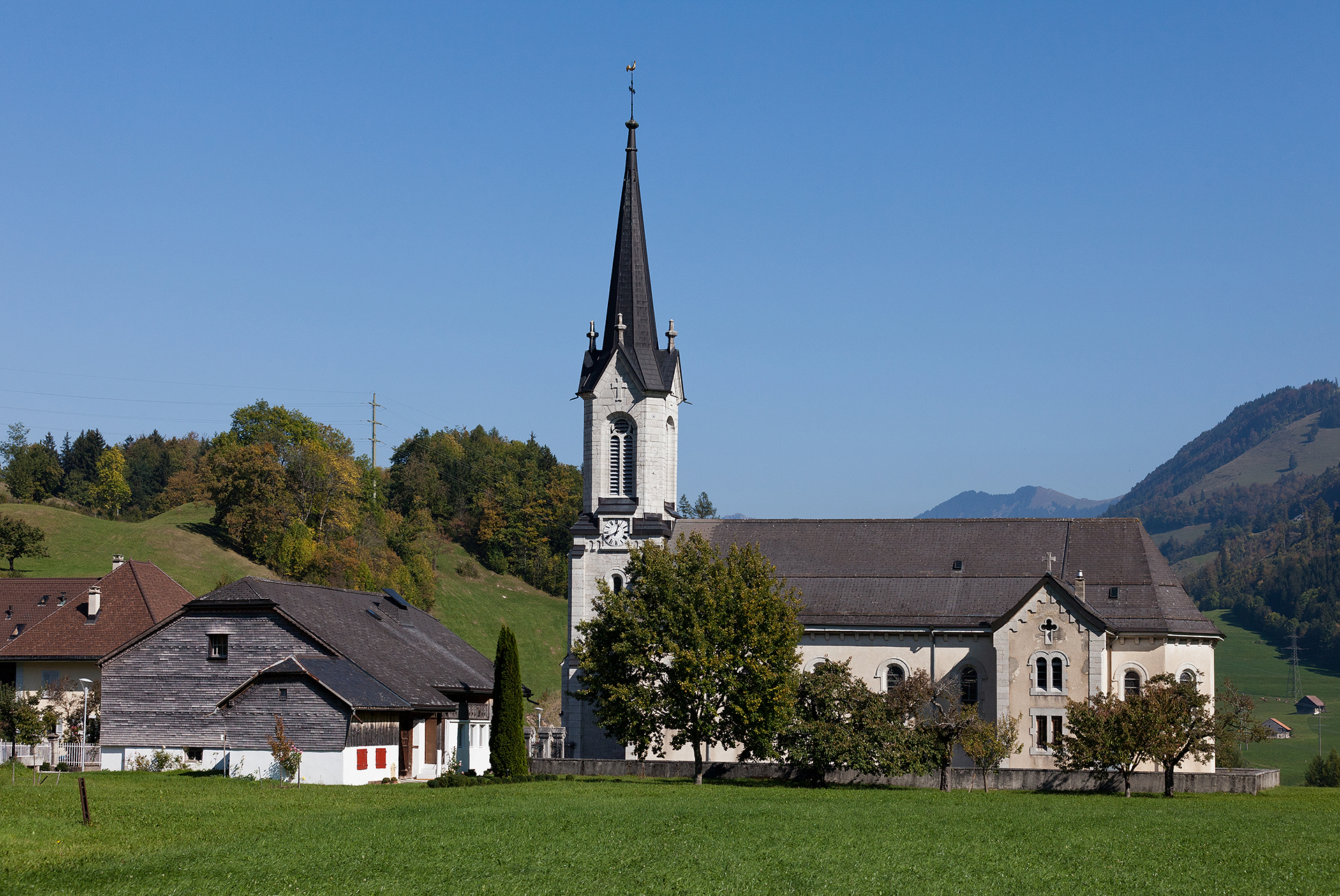
Kirche St. Grat
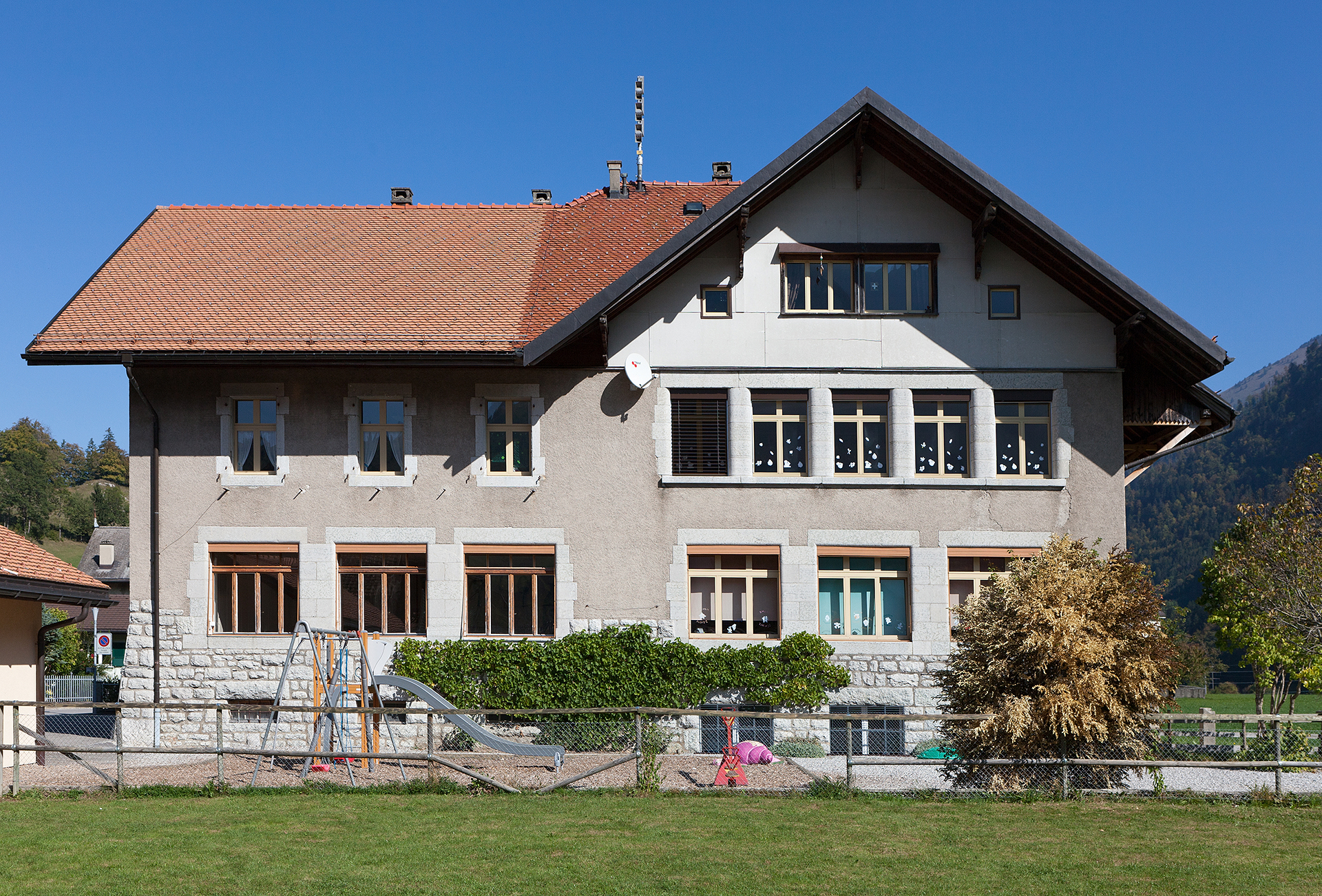
Schulhaus
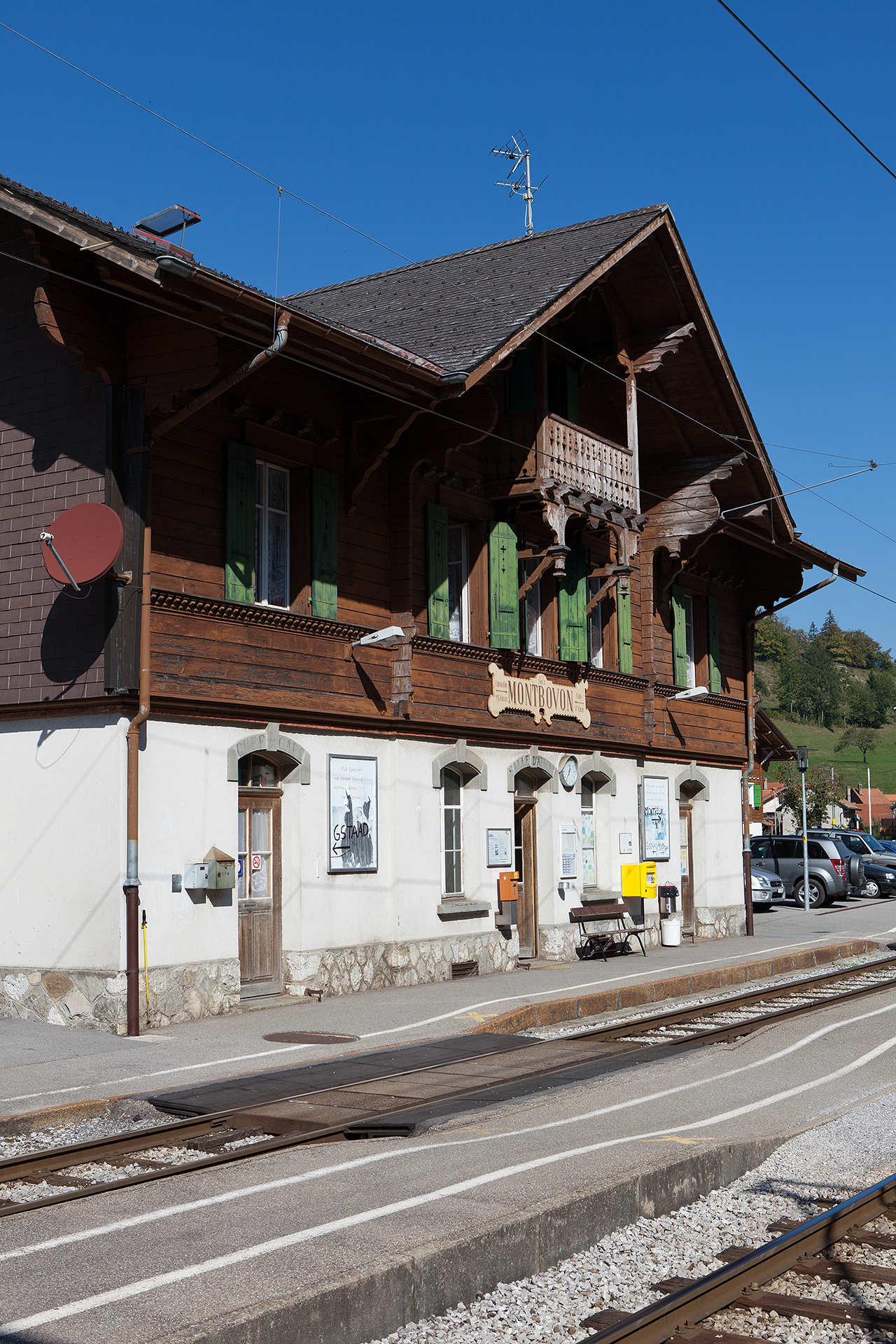
Bahnhof
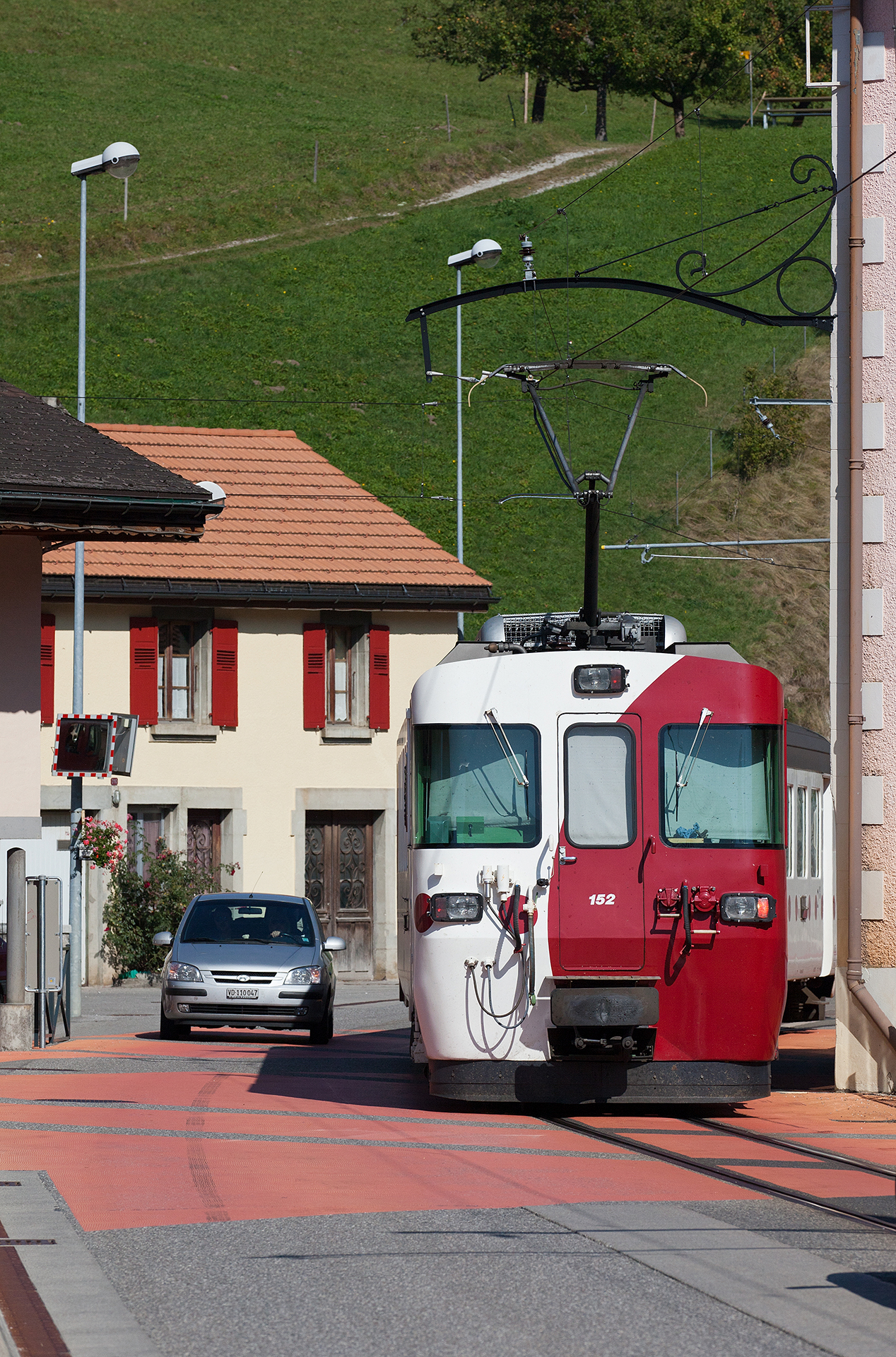
Route du Village
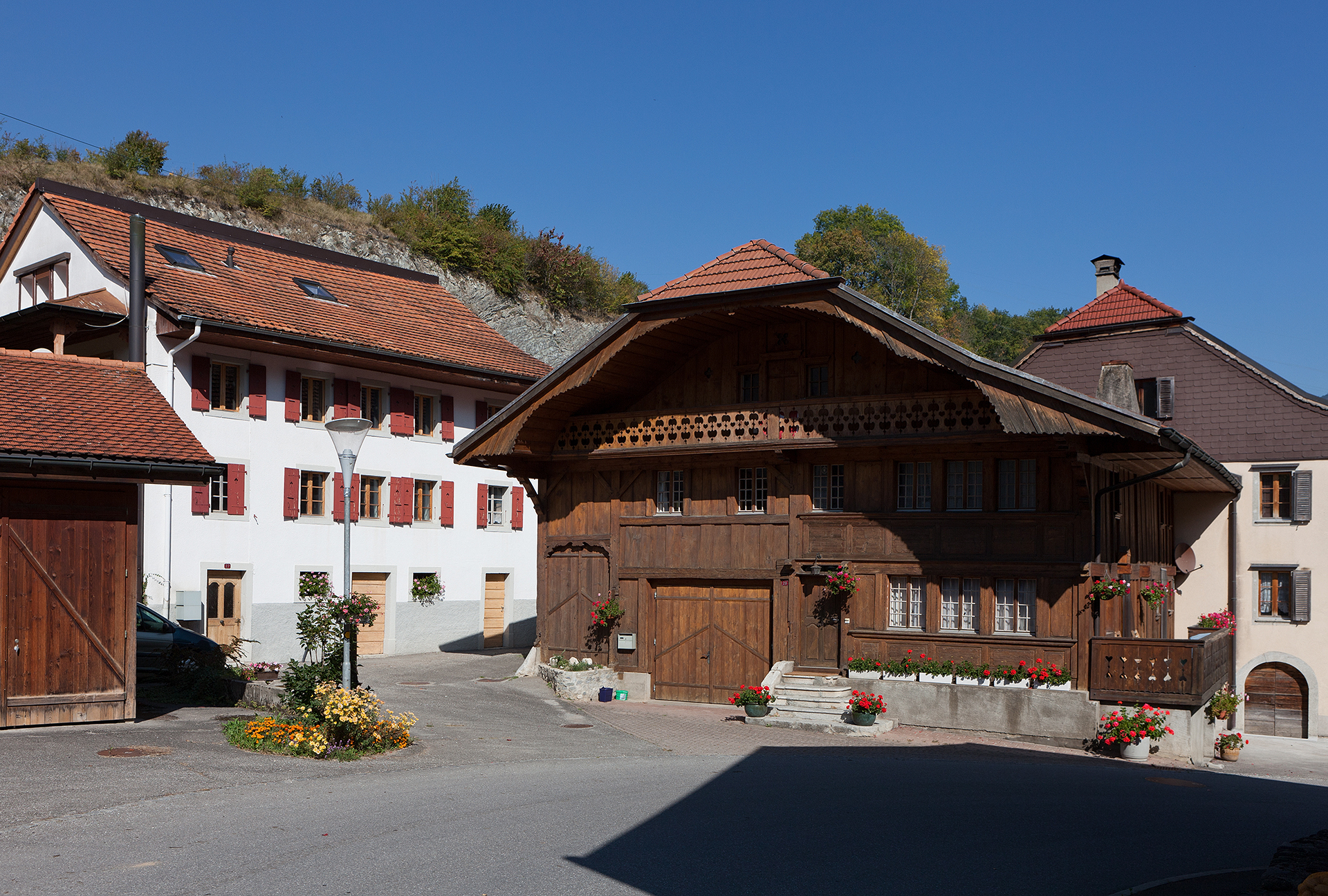
Chemin de Coro d’oro

Montbovon, in einer Bergzone gelegen, besitzt trotz seiner ca. 19,8 km² grossen Fläche (an 13. Stelle der Freiburger Gemeinden) nur wenig ebenen Boden. Auf die Gesamtoberfläche fallen ca. 14 km² auf Wiesen- und Weideland, ca. 2,5 km² auf Wald und 3,2 km² auf unfruchtbaren Boden. Der karge, dünnschichtige Boden, welcher häufig Felsen vorstehen lässt, ist für den Ackerbau nicht geeignet. Das Klima ist besonders im Winter und bei Ruhlyio-Wind (lokaler Südwind) äusserst rau. Die günstige geographische Lage ermöglicht beste Verbindungen per Strasse und Bahn mit dem Greyerzerland, dem Pays-d’Enhaut und der Montreux-Region.
Am Ende des Intyamon-Tals, eingebettet zwischen dem Lac de Lessoc und dem Fuss der Corjon-Pyramide, liegt der Ort Montbovon. Das kleine Dorf, nördlich einer Bergkette gelegen, befindet sich am Ausgang des La Tine-Engpasses.

## Infrastruktur
An öffentlichen Gebäuden existieren die Kirche, das Schulhaus, zwei Kapellen, ein Hotel, eine Käserei, ein Lebensmittelgeschäft, vier Bahnstationen. Die Häuser wurden nicht in Fluchtlinie gebaut. Beim Baustil handelt es sich grösstenteils um Betonkonstruktionen bis Mittelhöhe, wobei als Oberteilmaterial Holz verwendet wurde. Mehrere Häuser wurden in Chalet-Stil und vorwiegend mit gebräuntem Holz erstellt. An Vereinen und Verbänden gibt es eine Blasmusikkapelle, einen gemischten Chor, den Schützenverein, Verkehrsverein, Ski-Club, die Jungmannschaft, den Milchverband und die Viehzüchter-Vereinigung.

## Bevölkerung
Einwohnerzahlen: Volkszählungsdaten    1900: Bahnbau

### Sprachen
Französisch

### Religionen – Konfessionen
Römisch-Katholisch

## Wirtschaft
Für die früher ausschliesslich landwirtschaftliche Bevölkerung brachte die Erstellung des Elektrizitätswerkes Ende des 19. Jahrhunderts neue Verdienstmöglichkeiten. Der Eisenbahnbau, die Konstruktion des Jaman-Tunnels der MOB und die elektrische Greyerzer-Bahn Anfang des 20. Jahrhunderts erweiterten das Arbeitsangebot. Es wurden mehrere Gebäude erstellt: die vier Bahnstationen (Montbovon – Les Sciernes – Allières – Les Cases), die elektrische Unterstation der MOB, das Werkstatt-Lager der MOB, die beiden Hotels, das Schulhaus, die Bäckerei, die Molkerei und das Schlachthaus. Das grosse Gebäude im Norden des Dorfes wurde zur Niederlassung verschiedener Industrien im Laufe der Jahre: Eine Giesserei, eine Kalziumkarbidfabrik, ein Metallurgiewerk (Chromstahl), eine Gerberei, eine Lackfabrik und eine Fabrik für Spieltischüberzüge, die jedoch alle nicht Bestand hatten. 
Seit dem Ende des Zweiten Weltkrieges 1945 und aufgrund der fehlenden Arbeitsplätze sank die Einwohnerzahl ständig. Der anfangs zögernde Rückgang wurde im Laufe der Jahre immer bedeutender. Kleinbauern mussten ihren Betrieb aufgeben, da dieser nicht mehr existenzfähig war. Von den über 40 Milchproduzenten, die Montbovon um das Jahr 1940 zählte, verblieben noch 13.
Während der zweiten Hälfte des 20. Jahrhunderts wurden der Bau von Bergstrassen, wie Les Pichon – La Cuvigne – Boveresse, Allières – Orgevau, die Verbindung Montbovon – Allières – Hongrin-Staudamm  –  Col des Mosses, sowie die gesamte Trinkwasserversorgung der Weiler und in Allières getätigt.

## Verkehr

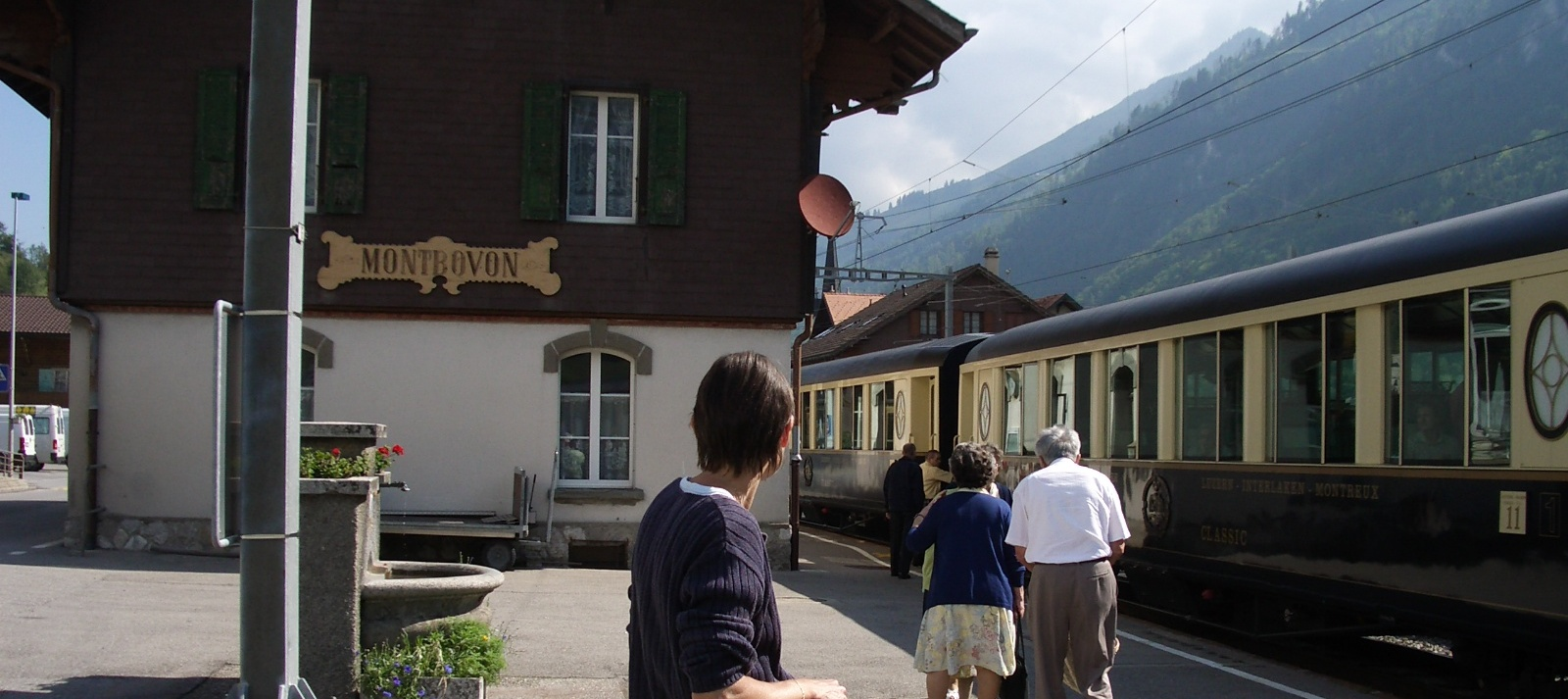
Bahnhof

Durch Montbovon führt die Hauptstrasse 190 von Bulle nach Château-d’Oex. Südlich der Ortschaft liegt die Strasse in der Schlucht Défilé de La Tine. Durch das Hongrintal zieht eine Strasse zum Stausee Lac de l’Hongrin. Von dieser Talstrasse zweigt bei Allières der Weg zum Bergübergang Col de Jaman ab.
Montbovon liegt an der Strecke der Montreux-Berner Oberland-Bahn (MOB), die von Montreux am Genfersee über Les Avants, Montbovon, Rossinière, Château-d'Œx, Rougemont, Saanen, Gstaad und Zweisimmen bis nach Lenk führt.
Die Bahnstrecke Palézieux–Bulle–Montbovon wird von den Freiburgischen Verkehrsbetriebe (TPF) betrieben.

## Sehenswürdigkeiten
- Vor allem in den Weilern stehen mehrere alte Gebäude aus dem 16. und 17. Jahrhundert.
- Die alte Herberge Zum weissen Kreuz, auch als Le Vieux Châlet bekannt, wurde im Jahre 1725 von Antoine Jordan erbaut. Sie stellt ein seltenes Exemplar eines Chalets des Pays d’Enhaut dar.
- Die Kirche Saint Grat, erbaut 1897, wurde 1995 restauriert im Kunststil der Neuromanik.

## Persönlichkeiten
- Dominique Martinetti (1739–1808), in Freiburg und Montbovon tätiger Holzbildhauer[3]
- Marcel Rémy (1923–2022), Bergsteiger und Kletterer